# 時報廣場-42街／港務局客運總站車站
時報廣場-42街／港務局客運總站車站（英語：Times Square - 42nd Street / Port Authority Bus Terminal station）是美國紐約地鐵一個車站複合群，位於曼哈頓中城時報廣場與紐新港務局客運總站下面，42街、第七大道、第八大道及百老匯交界。此站是紐約地鐵最繁忙的車站複合，2015年服務66,359,208人次。
車站複合群涵蓋42街接駁線、BMT百老匯線、IRT百老匯-第七大道線及IRT法拉盛線，另有一條較長的轉乘走廊前往IND第八大道線。複合站體內有以下列車服務：
- 1號線、2號線、3號線、7號線、A線、E線、N線、Q線列車（任何時候停站）
- W線列車（僅平日停站）
- C線、R線、紐約地鐵42街接駁線（S線）列車（任何時候停站（深夜除外））
- <7>列車（僅繁忙時段的尖峰方向停站）

## 車站結構
| G                        | 街道                    | 出入口 |
| B1                       | 上夾層                  | 閘機，車站詢問處，月台（時報廣場），商店（港務局客運總站） 升降機位於： - 第七大道及42街東南角，只服務(时代广场大厦內)，只服務 線乘客。 - on the northwest corner of Broadway and 42nd Street，只服務 線乘客。 - 介乎41街及42街一段第八大道的客運總站北翼內，鄰近機場巴士票務處，只服務線乘客。 - 第八大道及44街西南角洲際酒店，只服務線乘客。升降機可由車站詢問處職員協助下人手操作。 註：IND月台和複合其餘部分的行人通過是陡斜坡 |
| B1                       | 島式月台（無服務）      | |
| B1                       | 4號軌道                 | 除晚上外 往大中央-42街（終點站） |
| B1                       | 島式月台                | |
| B1                       | 1號軌道                 | 除晚上外 往大中央-42街（終點站） |
| B1                       | 夾層，42 街和百老匯入口 | |
| B2 第八大道線月台        | 南行                    | 往尤克利德大道（深夜時 往遠洛克威）（34街-賓州車站） · 往世界貿易中心（34街-賓州車站） |
| B2 第八大道線月台        | 島式月台，左/右側開門   | |
| B2 第八大道線月台        | 南行快速                | 往勒弗茲林蔭路/遠洛克威（除晚上外）/洛克威公園（尖峰時段）（34街-賓州車站） |
| B2 第八大道線月台        | 北行快速                | 往207街（59街-哥倫布圓環） |
| B2 第八大道線月台        | 島式月台，左/右側開門   | |
| B2 第八大道線月台        | 北行                    | 往168街（深夜時 往207街）（50街） · 往牙買加中心-帕森斯/射手（50街） |
| B2 百老匯-第七大道線月台 | 南行                    | 往南碼頭（深夜時 往布魯克林學院）（34街-賓州車站） |
| B2 百老匯-第七大道線月台 | 島式月台，左/右側開門   | |
| B2 百老匯-第七大道線月台 | 南行快速                | 往布魯克林學院（34街-賓州車站） · 往新地段大道（除晚上外）（34街-賓州車站） · 落客用（深夜時） |
| B2 百老匯-第七大道線月台 | 北行快速                | 往241街（72街） · 往哈萊姆-148街 （72街） |
| B2 百老匯-第七大道線月台 | 島式月台，左/右側開門   | |
| B2 百老匯-第七大道線月台 | 北行                    | 往范科特蘭公園-242街（深夜時 往241街）（50街） |
| B2 百老匯線月台          | 南行                    | 經BMT海灘線往斯提威爾大道（深夜時 經BMT布萊頓線）（34街-先驅廣場） · 往95街-灣脊區（34街-先驅廣場） · 平日往白廳街-南碼頭（34街-先驅廣場） |
| B2 百老匯線月台          | 島式月台，左/右側開門   | |
| B2 百老匯線月台          | 南行快速                | 經BMT布萊頓線往斯提威爾大道（34街-先驅廣場） |
| B2 百老匯線月台          | 北行快速                | 往57街-第七大道（57街-第七大道） |
| B2 百老匯線月台          | 島式月台，左/右側開門   | |
| B2 百老匯線月台          | 北行                    | （平日）往阿斯托利亞-迪特馬斯林蔭路（49街） · 往森林小丘-71大道（49街） · 深夜時往57街-第七大道（49街） |
| B3                       | 下夾層                  | 往夾層通道（B1層） |
| B4                       | 南行 1號軌道            | （早上尖峰時段）往34街-哈德遜調車場（總站） |
| B4                       | 島式月台，左側開門      | |
| B4                       | 北行 2號軌道            | （黃昏尖峰時段）往法拉盛-緬街（第五大道） |

IRT月台自路線通車起就已經互相連結形成轉乘站：1917年，紐約地鐵42街接駁線與百老匯-第七大道線連接，1927年加入了法拉盛線。1932年12月24日一條600英呎長的通道啟用，連接IND第八大道線與IRT月台，同時在第七大道和第八大道之間的西41街開設新入口。該通道並不位於付費區，乘客轉乘IND和IRT系統需繳付額外車費，直至1948年7月1日IRT與BMT加入免費轉乘為止。1988年12月11日，通往IND第八大道線42街-港務局客運總站車站的付費轉車通道重啟。
此車站自1994年開始就分階段進行徹底重建。第一期重建了百老匯-第七大道線月台，連同新夾層、樓梯、升降機，2002年完工。第二期在2006年完工，重建百老匯線、法拉盛線及第八大道線。第三期接駁線月台尚未開工，但在2015-2019年度MTA資金計劃有撥款。該重建包括第七大道及百老匯之間的42街南側興建新入口，並將以明亮的霓紅燈和閃爍的有色玻璃指示牌顥示列車路線標誌以及「地鐵」字樣。街道層的閘機恢復了合約I車站牆壁原本的「時報廣場」馬賽克（現時由接駁線使用），以及進入車站複合的扶手電梯和樓梯。同時第七大道及42街的西北角和西南角也會翻新入口，後者設有樓梯和扶手電梯，而前者只有樓梯。
1999年，4400萬美元的車站複合翻新工程開工工程目標希望以改善視線、增加行人容量以減少擠塞、改善乘客連接、舒適度和安全性。主走廊擴闊至15英呎，減少了稜角轉彎，引入了升降機以符合無障礙通行，設立新扶手電梯，其他走廊也有擴閣。BMT百老匯線上方的夾層曾為錄音店，現時成為大型橢圓形露台，可以觀看軌道，減少了許多乘客表示的幽閉恐懼感覺。2004年，IRT和BMT線之間的夾層有四個單性別廁所開放,這些廁所由當地的商業改善地區時報廣場聯盟的職員駐守和維護。錄音點2007年在IRT/BMT走廊南側重開

### 出口
出入口分別位於兩個地區：第八大道下方及時報廣場本身
第八大道部分：
- 第八大道及40街每個角落各一條街梯[13]
- 兩條通往港務局客運總站的地下通道[13]
  - 40及41街之間一個
  -  41及42街之間一個
- 第八大道及42街西北角一條街梯[13]
- 第八大道東側42街北面一條大廈內的樓梯[13]
- 第八大道東側42街南面大廈內的一系列升降機[13]
- 第八大道及43街西南角一條街梯[13]
- 第八道及44街每個角落各一條街梯[13]
  -  西南角入口同時有輪椅爬樓車

時報廣場部分：
- 時報廣場1號（英语：One Times Square）東側43街一條街梯[13]
- 第七大道西側42街北側一條大廈內的樓梯[13]
- 第七大道西側42街南側一條大廈內的樓梯[13]
- 第七大道及百老匯之間42街南側大廈內的一系列升降機和扶手電梯[13]
- 百老匯及42街東南角一條街道[13]
- 第七大道及41街東北角大廈內一條樓梯[13]
- 第七大道及41街東南角兩條街梯[13]
- 百老匯及41街西南角兩條街梯[13]
- 第七大道西面40街南側大廈內一條樓梯[13]
- 第七大道及40街東南角一條街梯[13]
- 百老匯及40街每個角落各一條街梯[13]

### 相對深度
車站各月台的相對深度如下：
- IRT 42街接駁線，街道以下20英呎
- IND第八大道線（西面一個街區），30英呎
- IRT百老匯-第七大道線，40英呎
- BMT百老匯線，50英呎
- IRT法拉盛線，60英呎

## IRT 42街接駁線月台
時報廣場車站是紐約第一條地鐵的一個慢車地鐵站，站名由時任IRT總裁小奧古斯特·貝爾蒙特命名，取自當時紐約時報總部時報大廈。自1918年起有三條接駁軌道服務，南行快車軌道後來移除，並由一個臨時木製月台取代，以提供往原北行快車軌道。
北行普通軌道（4號軌道）設有可移動的跨線天橋，而軌道則連往北行IRT百老匯-第七大道線普通軌道。這條軌道只限隔夜互換和特殊鐵路迷遊覽之用，另外三條軌道亦一度與此平行。
三條軌道中之兩條於月台西端以止衝擋結束。除北行普通軌道外，接駁線與其他任何路線均沒有軌道連接。

## IND第八大道線月台
42街-港務局客運總站是一個位於IND第八大道線的快車地鐵站，部份位於紐新港務局客運總站地下。設有一個月台層，兩個不對稱的島式月台和一個長夾層。過去亦曾另外設有下層一個側式月台。1932年9月10日上層啟用而下層於1952年8月25日啟用。

### 月台層
車站的月台層設有兩個島式月台和四條軌道，北行月台由42街延至44街；南行月台由40街延至42街。車站的夾層由40街延至44街，並於41街設有一條長通道連接複合的其他部分。

### 舊下層
除了現時使用中的樓層外，過去南行一側曾經設有一個下側月台（一條軌道位於下城普通軌道的下面，另外一個側式月台位於島式月台的下面）。下層與上層的月台於1920年代末至1930年代初同時興建，但直至1952年8月前仍為未完成的空殻。1952年8月啟用提供繁忙時段E線列車服務。多數情況下，下層月台只是間中作特殊服務，包括於1958年開始的夏季「Rockaway Special」列車往海灘98街車站方便前往洛克威遊樂場，另外1959－1981年間設有特殊車費列車前往渡槽賽馬場車站，與1970年3月23日開始於尖峰時段營運的E線列車。
下層設有兩條高速扶手電梯前往夾層和三條樓梯往上層月台。
興建下層月台有不同的解釋。月台只能透過由皇后區出發經IND皇后林蔭路線和53街（現時的E線列車）進出。部分評論者指出這容許往曼哈頓的E線列車由皇后區開出並長時間停留在42街而不影響由中央公園西開出的列車，而報告指出月台的用途為容許E線列車上下客而不需等待上層月台兩條軌道清空。其他人亦指下層月台的興建為阻止IRT法拉盛線西延。IND的下層月台位於IRT法拉盛線月台的尾端軌道。
一些製片者使用下層月台進行拍攝，包括《人鬼情未了》（1990年）。
2000年代末，大都會運輸署開始興建IRT法拉盛線的延伸段往34街車站，並需要拆除IND第八大道線下層月台。下層月台已經於2010年1月拆除。一名受邀參觀法拉盛線延伸段工場進度的交通博客於2012年2月回報指下層月台已由法拉盛線延伸段切開。隧道下斜通過舊下層月台的所在地。

## IRT百老匯-第七大道線月台
時報廣場-42街車站是IRT百老匯-第七大道線一個快車地鐵站，設有兩個島式月台和四條軌道。通往其他路線的通道設於各月台的北端和中央。兩個月台各有一部升降機接駁夾層，南行月台的升降機同時通往法拉盛線月台。
車站南側設有第五中央軌道，由各快車軌道組成。此軌道在到達34街-賓州車站前匯入回兩條快車軌道。此中央軌道在過去供「間隔列車」使用，並會調頭北行。目前在夜間作為3號線短途運行調頭使用。
此段亦為1928年失事的地點，導致16人死亡，是紐約市歷史上第二嚴重事故（最嚴重事故為布魯克林的馬爾波恩失事，導致至少93人死亡）。

## BMT百老匯線月台
時報廣場-42街車站是BMT百老匯線一個快車地鐵站，設有兩個島式月台和四條軌道。月台北端設有與其他路線的連接。此站於1970年代末迎來一個小修，大都會運輸署改善了車站結構和整體外觀，維修了樓梯和月台邊緣，移除了行人坡度並更換了燈光。2004－2006年車站再迎來一個大修，包括將車站升級至符合美國殘疾人法案標準和重置1910年代末的瓷磚。同時亦維修了樓梯，重鋪瓷磚，在地板上加入新瓷磚，改善車站燈光和公共地址系統，在月台邊緣安裝了美國殘疾人法案的黃色安全墊，並在兩方向都安裝了新指示牌和道床。
車站以北的快車軌道繞過時報廣場接駁月台的下通道，但於1960年代封閉。
1940年6月1日，布魯克林-曼哈頓運輸股份有限公司的名義轉移至紐約市，完成紐約地鐵系統首階段與獨立地鐵系統的統合，同年6月15日亦併入跨區捷運公司，並在一個午夜在時報廣場車站舉行了轉移儀式。最後一班BMT列車於5分鐘前離開了57街車站。列車抵達時報廣場時，BMT總裁William S. Menden將公司的資產交給市長菲奧雷洛·亨利·拉瓜迪亞，並將資產轉交紐約市運輸局主席John H. Delaney。運輸局繼續營運紐約市運輸系統直至1953年紐約市公共運輸局成立。

## IRT法拉盛線月台
時報廣場車站（列車廣播為時報廣場-42街車站）位於IRT法拉盛線，擁有一個島式月台和兩條軌道，位於西41街的地下深處。
時報廣場車站於1927年3月14日啟用，並將法拉盛線由原終點站第五大道西延至此。此站於1927年3月14日起成為7號線列車的終點站，直至2015年9月13日西面的車站（鐵路南行）34街-哈德遜調車場車站啟用。時報廣場與法拉盛線其他車站，除皇后區廣場車站外，於1955－1956年間都延長了月台，以便容納11節列車。

## 事件
2017年12月11日早高峰时段，连接IND第八大道线车站和站台其他地方的人行道有管道炸弹爆炸，造成4人受伤。嫌犯是27岁的孟加拉移民阿卡耶德·乌拉赫（Akayed Ullah）被怀疑是恐怖份子，他受伤后被送往医院。

### 延伸閱讀
- Lee Stokey. Subway Ceramics : A History and Iconography. 1994. ISBN 978-0-9635486-1-0

## 外部連結
nycsubway.org:
- nycsubway.org – IRT Grand Central/Times Square Shuttle: Times Square （页面存档备份，存于）
- nycsubway.org – IRT Flushing Line: Times Square （页面存档备份，存于）
- nycsubway.org – IRT West Side Line: Times Square/42nd Street （页面存档备份，存于） (text used with permission)
- nycsubway.org – BMT Broadway Subway: Times Square/42nd Street （页面存档备份，存于）
- nycsubway.org – IND Eighth Avenue Line: 42nd Street/Port Authority Bus Terminal （页面存档备份，存于）
- nycsubway.org – New York in Transit Artwork by Jacob Lawrence (2001) （页面存档备份，存于）
- nycsubway.org – Times Square Mural Artwork by Roy Lichtenstein (1994) （页面存档备份，存于）
- nycsubway.org – The Return of Spring/The Onset of Winter Artwork by Jack Beal (1999) （页面存档备份，存于）
- nycsubway.org – Times Square Times: 35 Times Artwork by Toby Buonagurio (2005) （页面存档备份，存于）
- nycsubway.org – The Revelers Artwork by Jane Dickson (2007) （页面存档备份，存于）
- nycsubway.org – Losing My Marbles Artwork by Lisa Dinhofer (2003) （页面存档备份，存于）
- nycsubway.org – The Commuter's Lament/A Close Shave Artwork by Norman B. Colp (1991) （页面存档备份，存于）

MTA交通藝術
- MTA's Arts For Transit – 42nd Street–Port Authority Bus Terminal (IND Eighth Avenue Line) （页面存档备份，存于）
- MTA's Arts For Transit – Times Square–42nd Street, Page 1 （页面存档备份，存于）
- MTA's Arts For Transit – Times Square–42nd Street, Page 2 （页面存档备份，存于）
- MTA's Arts For Transit – 42nd Street–Port Authority Bus Terminal (IND Eighth Avenue Line) （页面存档备份，存于）

Google地圖街景
- 42nd Street and Seventh Avenue entrance from Google Maps Street View （页面存档备份，存于）
- 42nd Street and Broadway entrance from Google Maps Street View （页面存档备份，存于）
- 43rd Street and Broadway entrance from Google Maps Street View （页面存档备份，存于）
- 41st Street and Seventh Avenue entrance from Google Maps Street View （页面存档备份，存于）
- 40th Street and Seventh Avenue entrance to IRT Lines from Google Maps Street View （页面存档备份，存于）
- 40th Street and Broadway entrance to Broadway Line and Shuttle from Google Maps Street View
- 42nd Street and Eighth Avenue entrance from Google Maps Street View
- 44th Street and Eighth Avenue entrance from Google Maps Street View
- 40th Street and Eighth Avenue entrance from Google Maps Street View
- Mezzanine from Google Maps Street View （页面存档备份，存于）
- Eighth Avenue Line uptown platform from Google Maps Street View （页面存档备份，存于）
- Eighth Avenue Line mezzanine from Google Maps Street View （页面存档备份，存于）
- Flushing Line platform from Google Maps Street View （页面存档备份，存于）
- Shuttle platforms from Google Maps Street View （页面存档备份，存于）
- BMT platforms from Google Maps Street View （页面存档备份，存于）
- Broadway - Seventh Avenue Line downtown platform from Google Maps Street View （页面存档备份，存于）

其他網站
- MTA's YouTube Web Page – Advertising Initiatives 9/21/2010 （页面存档备份，存于） on the 42nd Street (S) Shuttle. Retrieved September 22, 2010. (2:13 video clip)
- NYCTA Subway Station Tour: 42nd Street–Port Authority/Times Square （页面存档备份，存于）
- Forgotten NY – Original 28 - NYC's First 28 Subway Stations （页面存档备份，存于）
- The Subway Nut – Times Square–42nd Street (7) pictures （页面存档备份，存于）

1. ↑  The shuttle's unused side platform is beyond the western end of the current island platform.